# 王志群
王志群（1982年4月23日—），舊名黃志群，臺灣籃球教練、前運動員，現擔任台灣職業籃球大聯盟副秘書長。

## 生平
舊名黃志群，之後改母姓成王志群，母親是泰雅族人。2000年夏天達欣工程網羅王志群。2002年效力過北京奥神。2013年夏天褪下球員身份，轉任達欣工程訓練員，因達欣工程總教練許智超而接任中州科技大學籃球隊助理教練。2017年4月在陳子威改執教政大雄鷹後接掌國立臺灣師範大學籃球隊兵符。
2021年8月出任T1聯盟桃園雲豹總教練。2022年4月請辭桃園雲豹總教練，職務由總經理蘇翊傑代理至賽季結束。2022年5月出任中華民國籃球協會副秘書長。2023年8月21日，王志群出任T1聯盟秘書長。
2024年8月1日，王志群出任台灣職業籃球大聯盟副秘書長。

## 外部連結
- 王志群的Instagram帳戶
- 王志群在fiba.basketball（英语）
- 王志群在archive.fiba.com（存檔）（英语）
- 王志群在Eurobasket.com（球員）（英语）